# Trasmiras (parroquia)
Trasmiras (llamada oficialmente San Xoán de Trasmiras) es una parroquia y un lugar del municipio español de Trasmiras, en la provincia de Orense, Galicia.

## Toponimia
La parroquia también es conocida por el nombre de San Juan de Trasmiras.

## Historia
Hacia mediados del siglo XIX, la parroquia, ya por entonces perteneciente a Trasmiras, tenía contabilizada una población de 284 habitantes. Aparece descrita en el decimoquinto volumen del Diccionario geográfico-estadístico-histórico de España y sus posesiones de Ultramar de Pascual Madoz con las siguientes palabras:

TRASMIRAS (San Juan): felig. cap. del ayunt. del mismo nombre en la prov. y dióc. de Orense (7 leg.), part. jud. de Ginzo de Limia (2). sit. en una ladera á las inmediaciones de la vereda que desde Orense va á Benavente: reinan con mas frecuencia los aires del N. y E.; el clima es templado y las enfermedades comunes reumas y dolores de costado. Tiene 70 casas en los l. de Seijas, Soutelo y Trasmiras, y escuela de primeras letras dotada con 400 rs. anuales. La igl. parr. (San Juan) está servida por un cura de entrada y presentacion ordinaria; hay tambien á la salida del pueblo cerca del camino de Ginzo á Verin una ermita dedicada á Ntra. Sra. de Gracia. Confina N. Escornabois y Villaseca; E. Villa de Rey; S. Chamusiños, y O. Abavides. El terreno es de buena calidad y le baña un riach. que nace en los montes de Penaverde y las Estivadas de Atanes y confluye en el Limia en el puente de Boado. Los caminos conducen á Verin, Castilla y Chaves, su estado mediano. El correo se recibe de Ginzo. prod.: centeno, maiz, trigo, patatas, verduras, lino y pastso; se cria ganado vacuno, de cerda, caballar y lanar: caza de perdices y conejos. ind.: la agrícola, un molino harinero y telares de lienzo ordinario. pobl.: 70 vec., 284 alm. contr.: (V. el ayunt.).
(Madoz, 1849, p. 133)

## Organización territorial
La parroquia está formada por cinco entidades de población, constando dos de ellas en el nomenclátor del Instituto Nacional de Estadística español:
- A Eirexa
- Barrio de Abaixo
- Barrio de Arriba
- Soutelo
- Trasmiras

## Demografía

### Parroquia
| Gráfica de evolución demográfica de Trasmiras (parroquia) entre 2000 y 2023 |
|                                                                             |
| Datos según el nomenclátor publicado por el INE.                            |

### Lugar
| Gráfica de evolución demográfica de Trasmiras (lugar) entre 2000 y 2023 |
|                                                                         |
| Datos según el nomenclátor publicado por el INE.                        |